# Аленкур ла Кот
Аленкур ла Кот (фр. Alaincourt-la-Côte) насеље је и општина у североисточној Француској у региону Лорена, у департману Мозел која припада префектури Шато Сален.
По подацима из 2011. године у општини је живело 139 становника, а густина насељености је износила 33,33 становника/km². Општина се простире на површини од 4,17 km². Налази се на средњој надморској висини од 250 метара (максималној 399 m, а минималној 195 m).

## Демографија
| 1962. | 1968. | 1975. | 1982. | 1990. | 1999. | 2011. |
| ----- | ----- | ----- | ----- | ----- | ----- | ----- |
| 92    | 110   | 82    | 85    | 82    | 91    | 139   |

График промене броја становника у току последњих година